# Katherine Kurtz
Pour les articles homonymes, voir Kurtz.
Katherine Irene Kurtz, née le 18 octobre 1944 à Coral Gables en Floride, est un auteur de plusieurs romans de fantasy. Bien qu'originaire des États-Unis, elle vit depuis quelques années dans un château en Irlande. 
Après avoir fait des études scientifiques, elle se consacre à la littérature médiévale anglaise à l’université de Miami, puis à Los Angeles (UCLA). Grâce au succès du cycle des Derynis, elle se consacrera pleinement au métier d’écrivain.  
Elle est connue pour être une amie d'Anne McCaffrey et discute régulièrement en ligne avec ses lecteurs.

## Œuvres

### Les Derynis
- La trilogie des rois (903-918) 
  - Roi de folie (Camber of Culdi) (1976)
  - Roi de douleur (Saint Camber) (1979)
  - Roi de mort (Camber the Heretic) (1981) - Lauréat du prix Balrog

- La trilogie des héritiers (918-928) 
  - Le Calvaire de Gwynedd (The Harrowing of Gwynedd) (1989)
  - L'Année du roi Javan (King Javan's Year) (1992)
  - Le Prince félon (The Bastard Prince) (1994)

- La trilogie des magiciens (1120-1121) 
  - Le Réveil des magiciens (Deryni Rising) (1970)
  - La Chasse aux magiciens (Deryni Chekmate) (1973)
  - Le Triomphe des magiciens (High Deryni) (1973)

- La trilogie du roi Kelson (1123-1125)
  - Le Bâtard de l'évêque (The Bishop's Heir) (1984)
  - La Justice du roi (The King Justice) (1985)
  - La Quête de saint Camber (The Quest for Saint Camber) (1986)

- Autres récits attachés au cycle
  - Une femme pour le roi (King Kelson's Bride) (1997)
  - The deryni archives (1986)
  - Deryni magic - A Grimoire (1991)
  - Codex derynianus avec Robert Reginald (1998)
  - Deryni tales (2002)
  - Codex derynianus - seconde édition avec Robert Reginald (2005)

### The Adept(avec Deborah Turner Harris)
- The adept (1991)
- The lodge of the lynx (1992)
- The templar treasure (1993)
- Dagger magic (1995)
- Death of an adept (1996)

- Autres récits attachés à The Adept
  - Le temple et la pierre (The Temple and the Stone) (1998)
  - Le temple et la couronne (The Temple and the Crown) (2001)

### Knights Of The Blood

#### Avec Scott MacMillan
- Knights of the Blood (1993)
- At Sword's Point (1994)

#### Avec Turner Harris, Scott MacMillan, Andre Norton, Robert Reginald
- Tales of the Knights (1994)
- On Crusade, More Tales of the Knights Templar (1998)
- Crusade of Fire (2002)

### Autres récits
- Lammas Night (1986)
- Les chats de Lehr (The Legacy of Lehr) (1986)
- Two Crowns For America (1996)
- St. Patrick's Gargoyle (2001)